# Vargem Grande (Maranhão)
Vargem Grande, amtlich portugiesisch Município de Vargem Grande, ist eine Stadt im brasilianischen Bundesstaat Maranhão in der wenig entwickelten Nordostregion.
Sie zählte im Volkszählungsjahr 2010 49.412 Einwohner. Die Bevölkerungszahl wurde vom IBGE zum 1. Juli 2020 auf 57.168 Einwohner geschätzt, die auf einer Gemeindefläche von rund 1958,7 km² leben und Vargem-Grandenser genannte werden. Die Bevölkerungsdichte liegt rechnerisch bei 25 Personen pro km², tatsächlich leben aber über 54 % im urbanen Bereich. Sie steht an 24. Stelle der 217 Munizips des Bundesstaates.
Mit fünf weiteren Gemeinden bildet sie die Planungsregion Região de Planejamento dos Baixo Itapecuru.

## Geographie
Umliegende Gemeinden sind Itapecuru-Mirim, Chapadinha, Nina Rodrigues, Cantanhede,  Coroatá, Pirapemas,  Timbiras, São Benedito do Rio Preto und Presidente Vargas.
Das Biom ist der brasilianische Cerrado.

### Klima
Die Gemeinde hat tropisches Klima, Aw nach der Klimaklassifikation nach Köppen und Geiger. Die Durchschnittstemperatur ist 27,2 °C. Die durchschnittliche Niederschlagsmenge liegt bei 1898 mm im Jahr. Der Südsommer hat höhere Niederschläge als der Südwinter.
|                   | Jan  | Feb  | Mär  | Apr  | Mai  | Jun  | Jul  | Aug  | Sep  | Okt  | Nov  | Dez  |   |      |
| Temperatur (°C)   | 27,0 | 26,7 | 26,7 | 26,8 | 26,7 | 26,5 | 26,9 | 27,6 | 28,1 | 28,4 | 27,9 | 27,5 | Ø | 27,2 |
| Niederschlag (mm) | 256  | 275  | 396  | 329  | 259  | 79   | 65   | 21   | 18   | 33   | 39   | 128  | Σ | 1898 |

## Geschichte
Die ersten Ansiedlungen gehen auf das Jahr 1833 zurück, Siedlungskern ist das Dorf Vila do Manga do Iguará von 1835. Es war 1840 auch ein Militärlager. Durch Provinzialgesetz Nr. 7203 erhielt es den Status eines Vila, verlor diesen wieder 1933, als es zu einem Distrikt von Itapecuru-Mirim wurde, jedoch wurde am 15. Mai 1935 erneut der Vila-Status ausgesprochen. Vargem Grande war ein Knotenpunkt des Rindertriebs von Caxias und Itapecuru-Mirim geworden und hatte sich selbst zu einem Zentrum von Landwirtschaft und Viehzucht entwickelt. Durch das Dekret Nr. 45 vom 29. März 1938 erhielt Vargem Grand Stadtrechte als Munizip. Die Gemeindegrenzen wurden noch einmal am 31. Dezember 1948 veröffentlicht, nachdem der bisherige Distrikt Vargem Grande de Curuzu zur eigenen Stadt geworden war. Vargem Grande besteht aus dem Hauptort mit mehreren benannten Bairros (kleine Stadtviertel) und einem Gesamtdistrikt.

## Kommunalverwaltung
Die Exekutive liegt bei dem Stadtpräfekten (Bürgermeister). Bei der Kommunalwahl 2016 wurde Jose Carlos de Oliveira Barros des linken Partido Comunista do Brasil (PCdoB) zum Stadtpräfekten für die Amtszeit von 2017 bis 2020 gewählt.
Die Legislative liegt bei einem 13-köpfigen gewählten Stadtrat, den vereadores der Câmara Municipal.

## Bevölkerungsentwicklung
| Jahr | Einwohner | Stadt  | Land   |
| --- | --------- | ------ | ------ |
| 1991 | 32.897    | 12.194 | 20.703 |
| 2000 | 34.707    | 17.116 | 17.591 |
| 2010 | 49.412    | 26.687 | 22.725 |
| 2020 | 57.168    | ?      | ?      |
| Die zur Anzeige dieser Grafik verwendete Erweiterung wurde dauerhaft deaktiviert. Wir arbeiten aktuell daran, diese und weitere betroffene Grafiken auf ein neues Format umzustellen. (Mehr dazu) |           |        |        |

Quelle: IBGE (2011)

## Durchschnittseinkommen und Lebensstandard
Nennenswerte Industrien sind nicht bekannt, die Gemeinde erwirtschaftet Einkommen hauptsächlich aus Verwaltung, Handel, Dienstleistungen und Landwirtschaft. Das monatliche Durchschnittseinkommen betrug 2017 den Faktor 1,9 des brasilianischen Mindestlohns (Salário mínimo) von R$ 880,00 (Einkommen umgerechnet für 2019: rund 378 € monatlich). Der Index der menschlichen Entwicklung (HDI) ist mit 0,542 für 2010 als niedrig eingestuft.
2017 waren 2532 Personen oder 4,5 % der Bevölkerung als fest im Arbeitsverhältnis stehend gemeldet, 58,4 % der Bevölkerung hatten 2010 ein Einkommen von der Hälfte des Minimallohns. 7300 Familien erhielten im Oktober 2019 Unterstützung durch das Sozialprogramm Bolsa Família.
Das Bruttosozialprodukt pro Kopf betrug 2016 rund 5092 R$, das Bruttosozialprodukt der Gemeinde belief sich auf rund 283.669,9 Tsd. R$.

## Analphabetenquote
Vargem Grande hatte 1991 eine bezifferte Analphabetenquote von 67,3 % (inklusive nicht abgeschlossener Grundschulausbildung), die sich bei der Volkszählung 2010 bereits auf 42,6 % reduziert hatte. Diese Werte waren für den Landesteil Brasiliens im Vergleich mit den umliegenden Gemeinden nicht ungewöhnlich. 35 % der Bevölkerung waren 2010 Kinder und Jugendliche bis 15 Jahre.
| Analphabetenquote | Analphabetenquote | Analphabetenquote | Analphabetenquote | Analphabetenquote |
| ----------------- | ----------------- | ----------------- | ----------------- | ----------------- |
| Jahr              |                   |                   |                   | Prozent           |
| 1991              | 1991              |                   | 67,29             | 67,29             |
| 2000              | 2000              |                   | 56,70             | 56,70             |
| 2010              | 2010              |                   | 42,56             | 42,56             |
|                   |                   |                   |                   |                   |

## Ethnische Zusammensetzung
Ethnische Gruppen nach der statistischen Einteilung des IBGE (Stand 2000 mit 34.707 Einwohnern, Stand 2010 mit 49.412 Einwohnern):
| Gruppe      | Anteil 2000 | Anteil 2010 | Anmerkung                        |
| ----------- | ----------- | ----------- | -------------------------------- |
| Pardos      | 27.574      | ▲ 39.349    | Mischrassige, Mulatten, Mestizen |
| Brancos     | 4.752       | ▲ 6.755     | Weiße, Nachfahren von Europäern  |
| Pretos      | 2.085       | ▲ 3.187     | Schwarze                         |
| Amarelos    | 25          | ▲ 110       | Asiaten                          |
| Indígenas   | 0           | ▲ 11        | indigene Bevölkerung             |
| ohne Angabe | 271         | –           |                                  |

Quelle: SIDRA

## Söhne und Töchter der Stadt
- Nina Rodrigues (1862–1906), Mediziner, Anthropologe, Rassenkundler